# Іваново-Ясиновка
Іва́ново-Ясино́вка (рос. Иваново-Ясиновка) — хутір у Матвієво-Курганському районі Ростовської області Росії. Входить до складу Великокірсановського сільського поселення.

## Географія
Географічні координати: 47°42' пн. ш. 38°59' сх. д. Часовий пояс — UTC+4.
Відстань до районного центру, селища Матвієв Курган, становить 20 км. Через хутір протікає річка Ясиновка.

### Урбаноніми
- вулиці — 1 Травня, Підгірна, Калініна;
- провулки — Дружний, Миру, Річковий, Ясиновський[2].

## Населення
За даними перепису населення 2010 року на території хутора проживало 119 осіб. Частка чоловіків у населенні складала 43,7% або 52 особи, жінок — 56,3% або 67 осіб.